# Duncan James
Duncan Matthew James Inglis (ur. 7 kwietnia 1978 w Salisbury) – brytyjski wokalista, członek boysbandu Blue, znany jako Duncan James. Także prezenter telewizyjny i radiowy, okazjonalnie aktor.

## Życiorys

### Wczesne lata
Urodził się w Salisbury w rodzinie rzymskokatolickiej. Dorastał w hrabstwie Devon, wychowywany przez matkę Fionę Inglis i dziadków po tym, jak jego ojciec Simon Roscoe odszedł, zanim jeszcze James się urodził. Uczęszczał do Dumpton School, gdzie jego dziadek Donald Inglis uczył muzyki. Naukę kontynuował w The Milldown School w Blandford Forum i Corfe Hills School w Corfe Mullen w Broadstone oraz Sidmouth College. W wieku piętnastu lat wystąpił jako elf Puk w przedstawieniu  Sen nocy letniej. Zagrał też Doktora Watsona w spektaklu Sherlock Holmes na scenie Sidmouth Youth Theathre. Pracował także dla Haven Holidays. 
W jednym z wywiadów dla BBC Radio 5, udzielonym 28 lipca 2007, okazało się, że jest on prawnukiem Herberta Chapmana, managera Arsenalu F.C drużyny piłkarskiej w latach 30.

### Kariera

#### Blue
W roku 2000, James, razem z Antony'm Costą, Lee Ryanem i Simonem Webbe, założył popową grupę Blue. Blue osiągnęło ogromny sukces w Wielkiej Brytanii i wielu innych państwach, takich jak Portugalia, Belgia, Włochy, Egipt, Australia oraz Nowa Zelandia. Od maja 2001 roku, kiedy ukazał się singiel "All Rise", aż do 2004, kiedy wypuszczony został ostatni utwór Blue "Curtain Falls", aż jedenaście piosenek grupy dotarło do pierwszej dziesiątki listy przebojów Wielkiej Brytanii, a trzy z nich zawędrowały na sam szczyt. Grupa także nagrała kilka piosenek z takimi artystami jak Elton John, Angie Stone, Stevie Wonder, Lionel Richie i Tom Jones.
28 kwietnia 2009 roku, Blue ogłosiło reformacje zespołu, a także zagranie kilku koncertów. Poinformowali również, że rozpoczęli nagrywanie nowego albumu studyjnego.

#### Kariera solowa
W październiku 2004, James współpracował z piosenkarką Keedie, z którą wspólnie wydał singel "I Believe My Heart", który zajął drugą pozycję na UK Singles Chart. Powrócił na scenę muzyczną w maju 2006, wydając singel "Sooner or Later". Zadebiutował on na 35. miejscu UK Singles Chart, co tłumaczono zbyt słabą promocją artysty. Kolejny utwór, "Can't Stop a River", wydany 21 sierpnia, został napisany przez Seala. Kiedy w Wielkiej Brytanii singel ponosił porażkę, w takich krajach jak Francja i Włochy, zajmował dość wysokie pozycje na listach przebojów.
Album Future Past sprzedał się w pierwszym tygodniu w liczbie 1,000 kopii w Wielkiej Brytanii, co nie cieszyło wytwórni płytowej. W sumie sprzedano 412,350 egzemplarzy albumu na całym świecie. Chociaż debiutancki krążek Jamesa nie radził sobie na rodzimym rynku, sprzedał się we Włoszech, docierając na 2. pozycję oraz osiągając certyfikat platynowej płyty.
2 lutego 2007 roku James ogłosił datę wydania kolejnego singla, "Amazed", który spotkał się znów z brakiem zainteresowania w Wielkiej Brytanii. W rezultacie wytwórnia nie zgodziła się na wydanie singla, a James ogłosił, że kończy z biznesem muzycznym.
Wziął udział w programie GMTV (2004-2006), Channel 4 The Friday Night Project (2007), The National Lottery: Big 7 (2008) i sitcomie Plus One (2009), a także dotarł do wielkiego finału programu Gwiazdy tańczą na lodzie (Dancing On Ice, 2007). W 2007 został dobrze przyjęty na scenie West End jako adwokat Billy Flynn w musicalu Chicago. Wystąpił potem także jako Warner Huntington III w spektaklu Legalna blondynka (Legally Blonde, 2010) i jako drag queen Anthony "Tick" Belrose ("Mitzi Mitosis") w musicalu Priscilla, królowa pustyni (Priscilla, Queen of the Desert, 2015). W operze mydlanej Channel 4 Życie w Hollyoaks (Hollyoaks, 2016-2017) pojawił się jako Ryan Knight.

### Życie osobiste
Spotykał się z Martine McCutcheon (2002) i Geri Halliwell (2004). Z nieformalnego związku z Claire Grainge (2004-05) ma córkę Tianie-Finn (ur. 26 lutego 2005). W lipcu 2009 w wywiadzie dla tabloidu „News of the World” wyjawił, że jest biseksualistą, jednak w 2013 ostatecznie zidentyfikował się jako osoba homoseksualna.

## Dyskografia
| Informacje o albumie |
| --- |
| Future Past - Data wydania: 12 czerwca 2006 r. - Pozycje: 55 (Irlandia), 2 (Włochy), 55 (Wielka Brytania), 25 (Belgia), 68 (Francja) 1. "I Believe My Heart" (feat. Keedie) 2. "Sooner or Later" 3. "Can't Stop a River" 4. "Amazed" |